# Joanna Olenderek
Joanna Anna Olenderek z domu Matuszewska (ur. 25 stycznia 1955 w Łodzi) – architekt, profesor nadzwyczajny Politechniki Łódzkiej.

## Życiorys
Joanna Olenderek jest absolwentką Politechniki Warszawskiej. Tytuł magistra zdobyła pod opieką naukową profesora Macieja Gintowta. Doktorat obroniła na Politechnice Łódzkiej – promotorem jej pracy był profesor Zygmunt Świechowski. Habilitację uzyskała na Politechnice Warszawskiej. Opiniodawcą wniosku o nadanie jej tytułu profesora był profesor Lech Kłosiewicz. W latach 2001–2011 Joanna Olenderek była zastępczynią dyrektora Instytutu Architektury i Urbanistyki PŁ ds. Nauczania oraz prodziekanem ds. Kształcenia Wydziału Budownictwa, Architektury i Inżynierii Środowiska PŁ, a także przewodniczącą Wydziałowej Komisji ds. Dyplomowania na kierunku Architektura i Urbanistyka oraz pełnomocnikiem Dziekana ds. Jakości Kształcenia na kierunku Architektura i Urbanistyka. Od 2005 jest również kierownikiem Zakładu Projektowania Architektury Użyteczności Publicznej w Instytucie Architektury i Urbanistyki Politechniki Łódzkiej. Jest członkiem Rady Naukowej Instytutu Architektury i Urbanistyki, Rady Naukowej kwartalnika „Architecturae et Artibus”, polskiej sekcji ICOMOS oraz Docomomo, Izby Architektów RP oraz Łódzkiego Towarzystwa Naukowego. Należy również do komitetu redakcyjnego kwartalnika „ACEE Architecture Civil Engineering Environment”. Realizowała z Agencją FOIBOS międzynarodowy projekt „Via Villas – słynne wille Wyszehradu i Słowenii” w zakresie willi Polski w latach 2010–2013. Ponadto wraz z Maciejem Olenderkiem od 1985 prowadzi firmę architektoniczną Olenderek & Olenderek Architekci przy ul. Gdańskiej 74 w Łodzi.

### Życie prywatne
Jest córką Zbigniewa Matuszewskiego i Stanisławy z domu Jabłońskiej.

## Realizacje
- Zespół budynków mieszkalno-usługowych „Bolek” i „Lolek” w Łodzi[1] (współautor: Bolesław Kardaszewski)[4];
- Modernizacja obiektów dydaktycznych i przestrzeni publicznych w ramach kampusu Politechniki Łódzkiej;
- Rozbudowa „Ośrodek dla dzieci niepełnosprawnych” w gminie Wartkowice;
- Sieć hipermarketów „Billa” w Polsce;
- Gmach Bre Banku przy Placu Wolności w Łodzi[1] (tzw. Oktagon[5]);
- „Park Kultur” przy Stawach Jana w Łodzi;

Ponadto jest współautorką około 20 rezydencji i willi oraz projektu koncepcyjnego „Muzeum Dzieci Zamojszczyzny” dla prezydenta miasta Zamościa.

## Odznaczenia
- Srebrny Medal za Długoletnią Służbę

## Wybrane publikacje
- Łódzki modernizm i inne nurty przedwojennego budownictwa, TOM 1 (Łódź 2011),
- Łódzki modernizm i inne nurty przedwojennego budownictwa, TOM 2 (Łódź 2012)[1]
- Light in architecture – architecture in light (2015)[6]
- Woman’s Intuitive Way to Architecture (2018)[7]
- Znaczenie rzek i cieków wodnych dla poziomu życia mieszkańców miast na przykładzie Łodzi, Wiednia i Mainz (2018)[8]
- Percepcja idei architektury Bauhausu w przestrzeni Łodzi międzywojennej (2020)[9]
- Hedonizm w łódzkiej architekturze od XIX do XXI wieku (2020)[10].